# Maravillas (Coahuila)
Maravillas es una localidad del estado mexicano de Coahuila. Es parte del municipio de Matamoros.

## Demografía
| Gráfica de evolución demográfica |
|                                  |

| Censo | Población |
| ----- | --------- |
| 1940  | 269       |
| 1950  | 346       |
| 1960  | 294       |
| 1970  | 442       |
| 1980  | 561       |
| 1990  | 851       |
| 2000  | 939       |
| 2010  | 1 045     |
| 2020  | 1 034     |